# Кубок Артеміо Франкі 1985
Кубок Артеміо Франкі 1985 року був першим розіграшем Кубка Артеміо Франкі, футбольного матчу між переможцями попередніх чемпіонатів Південної Америки та Європи. У матчі брали участь збірна Франція, переможець Євро-1984, та Уругвай, переможець Кубка Америки 1983 року. Матч пройшов на «Парк де Пренс» у Парижі, Франція, 21 серпня 1985 року.
Франція виграла матч з рахунком 2:0 і стала першим володарем Кубка Артеміо Франкі.

## Команди
| Команда | Конфедерація | Кваліфікація                      |
| ------- | ------------ | --------------------------------- |
| Франція | УЄФА         | Переможці Євро-1984               |
| Уругвай | КОНМЕБОЛ     | Переможці Кубка Америки 1983 року |

## Матч

### Основна інформація
Франція прибула на матч у найсильнішому складі, за винятком травмованого Жана Тігана. Головної зіркою французів був її капітан Мішель Платіні, а з уругвайської сторони лідером був Енцо Франческолі, 23-річний плеймейкер аргентинського «Рівер Плейта».
У матчі домінувала Франція, яка вже на 5 хвилині вийшла вперед завдяки голу Домініка Рошто. У другому таймі нападник «Нанта» Жозе Туре забив другий гол, встановивши остаточний рахунок 2:0. Таким чином Франція стала володарем першого Кубка Артеміо Франкі.

### Деталі
| 21 серпня 1985 |

| Франція           | 2:0 (1:0) | Уругвай |
| ----------------- | --------- | ------- |
| Рошто 5' Туре 56' | Протокол  |         |

| Стадіон: Парк де Пренс, Париж Глядачів: 20 405 Арбітр: Абель Гнекко |

| Франція | Уругвай |

| ВР               | 1  | Жоель Бат          |
| ЗХ               | 2  | Мішель Бібар       |
| ЗХ               | 4  | Івон Ле Ру         |
| ЗХ               | 5  | Максим Боссі       |
| ЗХ               | 3  | Вільям Аяш         |
| ПЗ               | 6  | Ален Жиресс        |
| ПЗ               | 7  | Луїс Фернандес     |
| ПЗ               | 10 | Мішель Платіні     |
| ПЗ               | 8  | Тьєррі Тюссо       |
| НП               | 11 | Жозе Туре          |
| НП               | 9  | Домінік Рошто      |
| Заміни:          |    |                    |
| ВР               | 16 | Альбер Рюст        |
| ЗХ               | 12 | Жан-Франсуа Домерг |
| ПЗ               | 13 | Філіпп Веркрюйсс   |
| ПЗ               | 14 | Брюно Беллон       |
| НП               | 15 | Яннік Стопіра      |
| Головний тренер: |    |                    |
| Анрі Мішель      |    |                    |

| ВР               | 1  | Родольфо Родрігес     |     |     |
| ЗХ               | 4  | Віктор Діого          | 20' |     |
| ЗХ               | 2  | Нельсон Гутьєррес     | 65' |     |
| ЗХ               | 3  | Даріо Перейра         | 22' |     |
| ЗХ               | 6  | Хосе Батіста          |     |     |
| ПЗ               | 8  | Хорхе Барріос         |     | 77' |
| ПЗ               | 5  | Мігель Боссіо         |     |     |
| ПЗ               | 10 | Серхіо Сантін         |     |     |
| ПЗ               | 7  | Венансіо Рамос        |     |     |
| НП               | 9  | Енцо Франческолі      |     |     |
| НП               | 11 | Вільмар Кабрера       |     | 77' |
| Заміни:          |    |                       |     |     |
| ВР               | 12 | Фернандо Альвес       |     |     |
| ЗХ               | 13 | Едуардо Маріо Асеведо |     |     |
| ЗХ               | 14 | Нестор Монтелонго     |     |     |
| ПЗ               | 15 | Маріо Саралегі        |     | 77' |
| НП               | 16 | Густаво Дальто        |     | 77' |
| Головний тренер: |    |                       |     |     |
| Омар Боррас      |    |                       |     |     |

| Правила матчу - 90 хвилин. - 30 хвилин додаткового часу, якщо необхідно. - Післяматчеві пенальті, якщо рахунок залишається рівим. - П'ять гравців на заміні. - Максимум дві заміни. |